# Afristivalius azevedoi
Afristivalius azevedoi är en loppart som först beskrevs av Ribeiro 1975.  Afristivalius azevedoi ingår i släktet Afristivalius och familjen Stivaliidae. Inga underarter finns listade i Catalogue of Life.